# José Angulo
José Enrique Angulo (Cantón San Lorenzo, 3 februari 1995) is een Ecuadoraans voetballer die bij voorkeur als aanvaller speelt. Hij stroomde in 2011 door vanuit de jeugd van Independiente.

## Clubcarrière
Angulo verruilde in 2011 Norte América voor Independiente. Op 5 september 2015 maakte hij zijn competitiedebuut tegen LDU Loja. Op 2 oktober 2015 volgde zijn eerste competitietreffer tegen River Ecuador. Op 7 november 2015 maakte de aanvaller vier doelpunten tegen MushucRuna. In zijn eerste seizoen maakte hij twaalf doelpunten in veertien competitieduels. In juli 2016 behaalde Angulo met Independiente de finale van de Copa Libertadores, waarin de club het opneemt tegen het Colombiaanse Atlético Nacional.